# Theta de la Verge
Theta de la Verge (θ Virginis) és un estel múltiple a la constel·lació de la Verge de magnitud aparent +4,38. Actualment no té nom propi, però en l'obra Surya Siddhanta era Apami-Atsa, «el nen de les aigües». Així mateix, en l'astronomia xinesa era, al costat d'un altre estel avui desconegut, Ping Taou, «el camí pla».
El sistema, distant 136 anys llum del sistema solar, consta de tres estels, Theta de la Verge A, Theta de la Verge B i Theta de la Verge C. Theta de la Verge A és, al mateix temps, un estel binari, sent denominades les dues components Theta de la Verge Aa i Ab. La primera d'elles és una subgegant blanca de tipus espectral A1IV amb una temperatura superficial de 9450 K. És 135 vegades més lluminosa que el Sol i té una massa de 2,5 masses solars. Amb un radi 4,3 vegades més gran que el radi solar, gira sobre si mateixa amb una velocitat de rotació projectada de 13 km/s, sent el seu període de rotació inferior a 16 dies. Per la seva banda, Theta de la Verge Ab és unA Estrella blanca de la seqüència principal de tipus A5V. Amb una temperatura efectiva de 8300 K, la seva lluminositat és 14 vegades superior a la lluminositat solar. Té una massa de 1,85 masses solars i el seu radi és un 20% més gran que el del Sol. Catalogat com «estel amb línies metàl·liques» és, probablement, també un rotor lent, consistent amb aquesta classificació. La metal·licitat d'ambdós estels és un 40% inferior a la solar. La separació mitjana entre Theta de la Verge Aa i Ab és de 39 ua i el seu període orbital és de 116 dies.
Theta de la Verge B té magnitud +9,4 i està separada visualment 7 segons d'arc de Theta Virgins A. Encara que en el passat li va ser atribuït un color violeta, avui se sap que és una nana groga de tipus G0 no gaire diferent al Sol, sent un 40% més lluminosa que aquest. Shi troba a una distància de 690 ua respecte a la binària Aa-Ab i empra més de 7800 anys a completar una òrbita entorn d'ella.
Completa el sistema Theta de la Verge C, de magnitud +10,4. És una nana groga de tipus G8V —semblant a ξ Bootis o 41 Arae— que triga almenys 230.000 anys a fer un volt al voltant dels tres estels interiors. L'edat del sistema és de 560 milions d'anys.